# Висяща кошница
Висящата кошница е окачен контейнер, използван за отглеждане на декоративни растения. Обикновено те са окачени на сгради, където градинските площи са оскъдни, и на улично обзавеждане за подобряване на околната среда. Те могат също да бъдат окачени от свободно стоящи рамки, понякога наричани „дървета висящи кошници“. Един от видовете висяща кошница е обърнатата, в която растенията се отглеждат в обърната наобратно саксия и се поливат отгоре.

## Структура
Висящите кошници обикновено са направени от тел с непропусклива, обикновено пластмасова облицовка, за да задържат съдържанието. Те се пълнят с компост без торф, обикновено със задържащ вода гел и гранули с тор с контролирано освобождаване. Обикновено те са засадени с пълзящи растения и могат да включват здравец, фуксия и висящи растения около краищата, като лобелия.

## Критика
Загрижеността за безопасността е повдигана заради висящите кошници. През февруари 2004 г. Съветът на окръг Съфолк решава, че съществува риск кошниците, част от годишните цветни изложби в Бъри Сейнт Едмъндс, да паднат от лампите, на които висят, и да наранят хората на публични места. След протест това решение е отменено на следващия месец. Поради забраната за напояване с маркучи поради сушата, местните власти в Югоизточна Англия намаляват броя на висящите кошници на публични места през пролетта на 2006 г.